# Alexandr Samedov
Alexandr Sergeyevich Samedov - em russo, Александр Сергеевич Самедов; em azeri:  Aleksandr Səmədov; (Moscou, 19 de julho de 1984) é um futebolista russo que atua como lateral-direito. Defende atualmente o Krylya Sovetov.
Samedov possui origens azeris por parte de seu pai, o que não impediu que fosse vaiado pela torcida local em Bacu em partida em que defendeu a Rússia em 2013 contra o Azerbaijão.

## Carreira
Samedov fez parte do elenco da Seleção Russa de Futebol da Eurocopa de 2016.

## Títulos

### Lokomotiv Moscow
- Copa da Rússia: 2014–15